# 1866 az irodalomban
Az 1866. év az irodalomban.

## Események

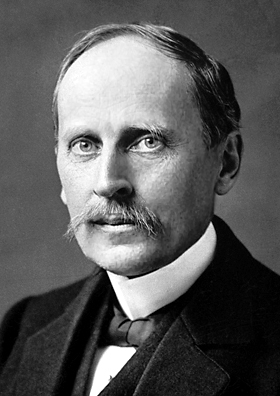
Romain Rolland

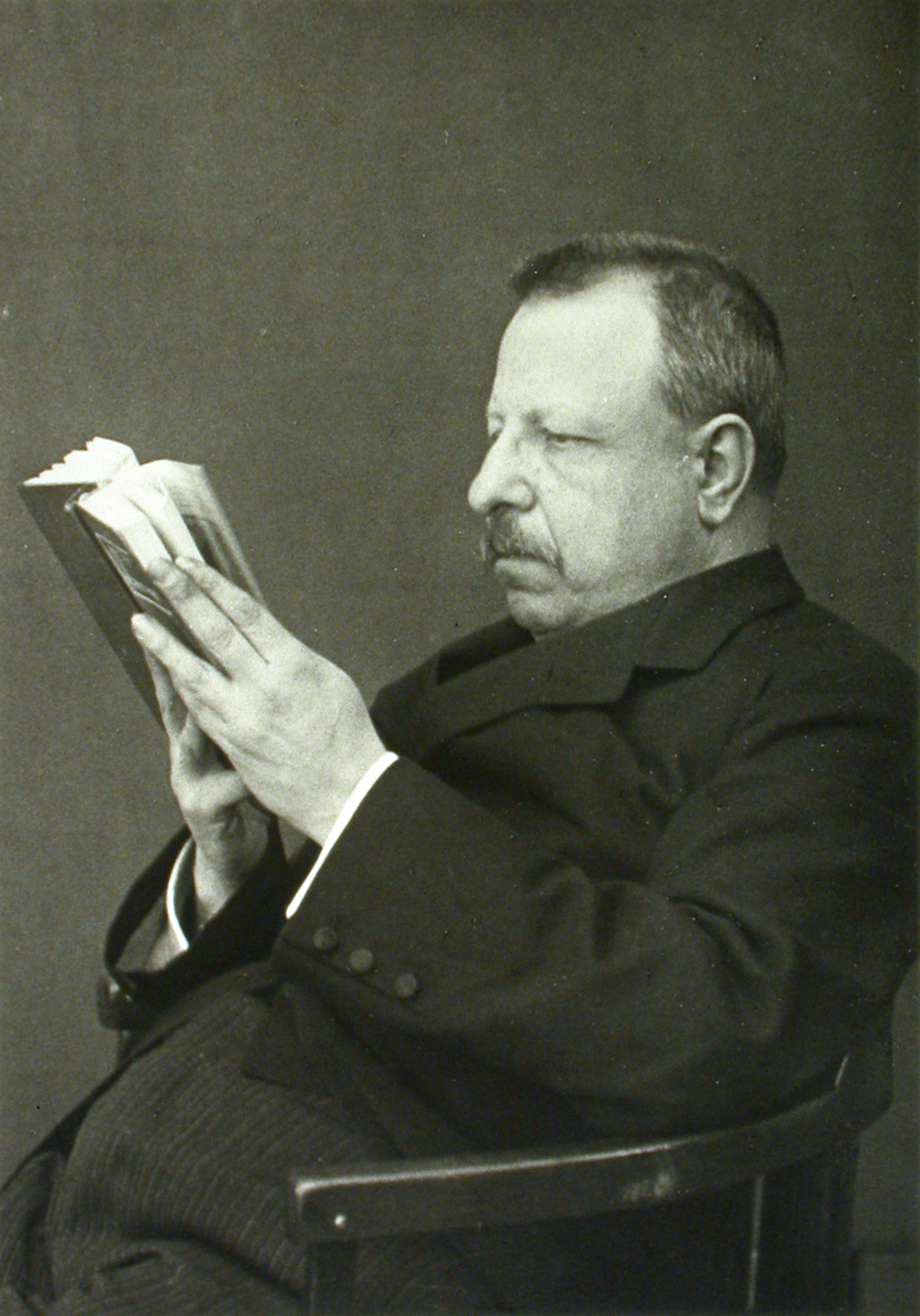
Benedetto Croce

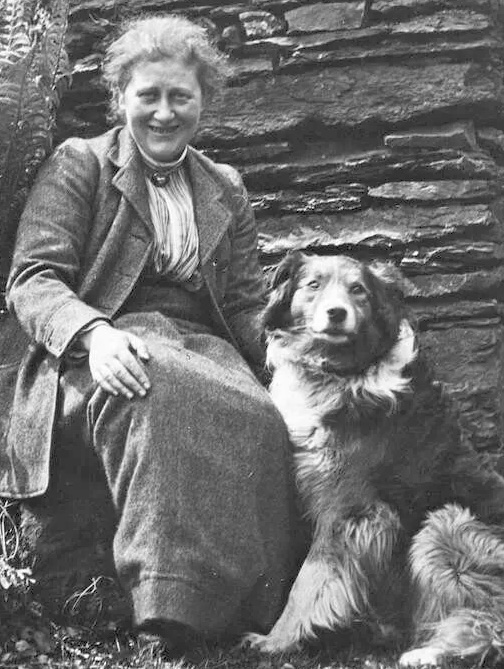
Beatrix Potter

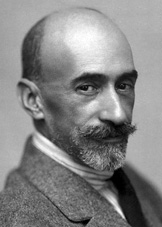
Jacinto Benavente

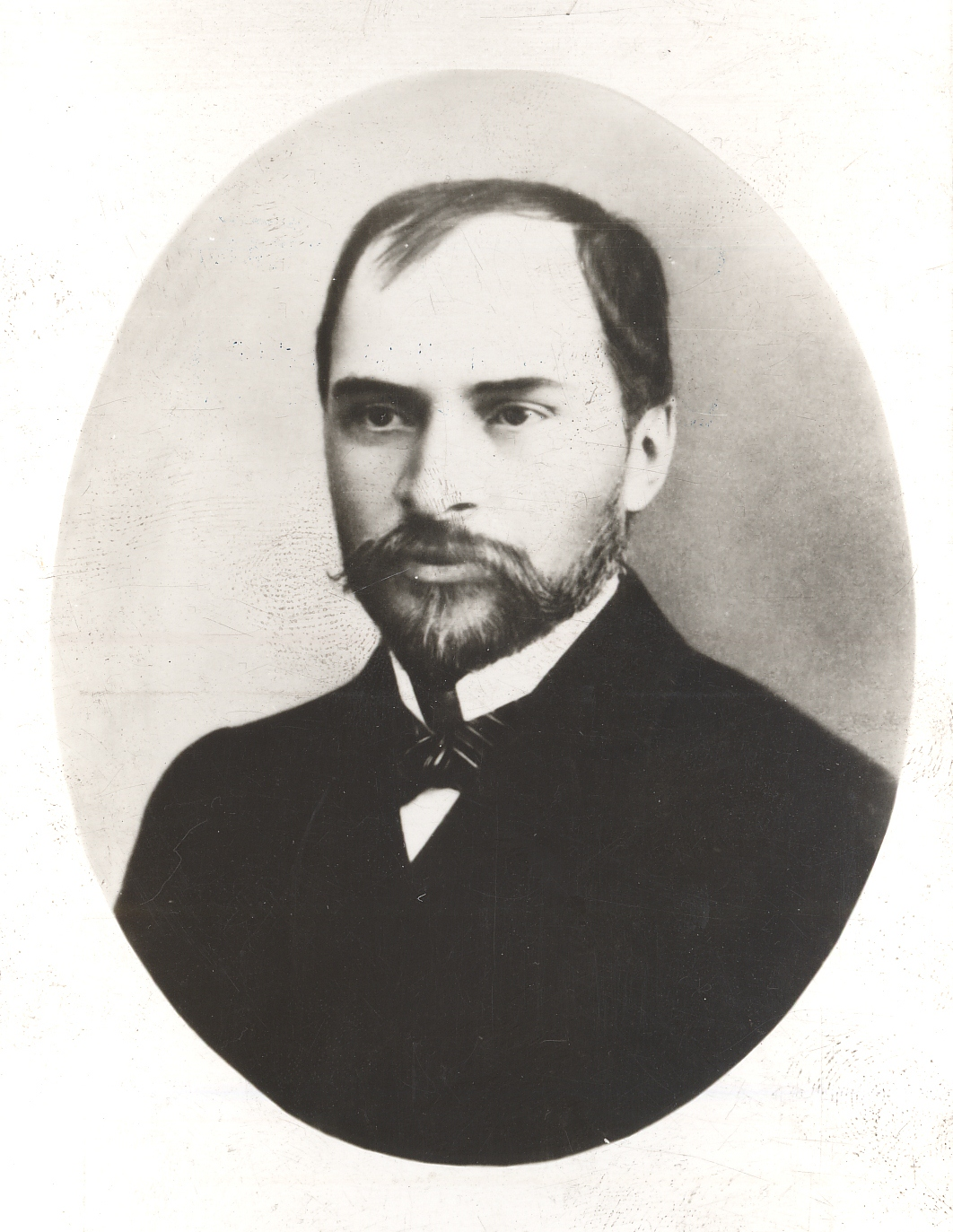
George Coșbuc

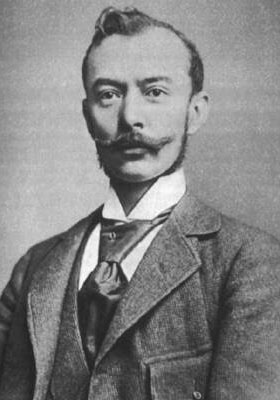
Tömörkény István

- A Magyar Tudományos Akadémia Eötvös Józsefet megválasztja elnökéül
- Lev Tolsztoj a Háború és béke korai változatának (Az 1805-ös esztendő) előző évben megkezdett folytatásos közlését leállítja és úgy dönt, hogy a művet csak könyv alakban jelenteti meg.[1]

## Megjelent új művek

### Próza
- Victor Hugo regénye: A tenger munkásai (Les Travailleurs de la mer)
- Émile Gaboriau: L'Affaire Lerouge (A Lerouge-ügy), bűnügyi regény
- Jules Verne: Hatteras kapitány (Les Aventures du capitaine Hatteras)
- George Eliot regénye: Felix Holt, the Radical (Holt Felix, a radikális)
- Fjodor Mihajlovics Dosztojevszkij regényei:
  - Bűn és bűnhődés (Преступление и наказание)
  - A játékos (Игрок)
- Josip Jurčič szlovén író: Deseti brat (A tizedik testvér)

### Költészet
- Algernon Charles Swinburne angol költő első verseskötete: Poems and Ballads (Versek és balladák)
- Franciaországban megjelenik a parnasszisták első kötete: Le Parnasse contemporain (Jelenkori Parnasszus). Később még kétszer, 1871-ben és 1876-ban jelenik meg a kötetük azonos címmel, de megújult tartalommal[2]
- Paul Verlaine kötete: Poèmes saturniens (Szaturnuszi költemények), benne többek között Őszi chanson című verse[3]

### Dráma
- Henrik Ibsen drámai költeménye nyomtatásban: Brand
- Megjelenik Alekszej Konsztantyinovics Tolsztoj orosz író, költő, drámaíró tragédiája: Rettegett Iván halála (Смерть Иоанна Грозного), egy történelmi dráma-trilógia első darabja

### Magyar nyelven
- Színre kerül és sikert arat Rákosi Jenő Aesopus című mesejátéka, Magyarországon az ún. újromantikus dráma elindítója
- Bérczy Károly fordításában megjelenik Puskin verses regénye, az Anyegin

## Születések
- január 29. – Romain Rolland Nobel-díjas francia író († 1944)
- február 25. – Benedetto Croce olasz filozófus, történész, író, irodalomkritikus, politikus († 1952)
- július 28. – Beatrix Potter angol író, illusztrátor, természettudós és természetvédő. Saját kezűleg illusztrált gyermekkönyvei révén vált híressé († 1943)
- augusztus 12. – Jacinto Benavente irodalmi Nobel-díjas spanyol író, dramaturg, forgatókönyvíró, filmrendező († 1954)
- augusztus 14. – Dmitrij Szergejevics Merezskovszkij orosz költő, író, kritikus, műfordító, vallásfilozófus († 1941)
- szeptember 10. – Jeppe Aakjaer dán költő, regényíró († 1930)
- szeptember 20. – George Coșbuc román költő, író, műfordító; a 19–20. századi román költészet egyik legjelentősebb személyisége († 1918)
- szeptember 21. – H. G. Wells angol író, aki főként a sci-fi műfajban írt műveiről ismert  († 1946)
- december 21. – Tömörkény István író, néprajzkutató, régész († 1917)

## Halálozások
- január 23. – Thomas Love Peacock angol író, kedvelt szatirikus regények szerzője (* 1785)
- február 26. – Gaal József költő, író, drámaíró (* 1811)
- szeptember 9. – Czuczor Gergely bencés szerzetes, költő, nyelvtudós (* 1800)